# Operatore autoaggiunto
In matematica, in particolare in algebra lineare, un operatore autoaggiunto è un operatore lineare su uno spazio di Hilbert che è uguale al suo aggiunto. In letteratura si usa talvolta chiamare operatore simmetrico un operatore definito in un sottospazio di uno spazio vettoriale, il cui aggiunto non è in generale simmetrico, e operatore hermitiano un operatore densamente definito in tale spazio. Nel caso di uno spazio reale finito-dimensionale, alcuni autori chiamano operatore simmetrico un operatore autoaggiunto.
Per il teorema di Hellinger-Toeplitz un operatore simmetrico definito ovunque è anche limitato, e se il suo aggiunto è definito ovunque ed è limitato allora l'operatore è limitato. In particolare, se un operatore simmetrico limitato non è definito su tutto lo spazio allora può essere esteso in modo unico ad un operatore definito ovunque.
La matrice che rappresenta un operatore autoaggiunto è una hermitiana, ed in dimensione finita il teorema spettrale asserisce che ogni operatore autoaggiunto di uno spazio vettoriale reale dotato di un prodotto scalare definito positivo ha una base ortonormale formata da autovettori. Equivalentemente, ogni matrice simmetrica reale è simile ad una matrice diagonale tramite una matrice ortogonale i cui coefficienti sono reali.
Gli operatori autoaggiunti sono fondamentali in vari settori della matematica e della fisica, come ad esempio la geometria differenziale, l'analisi funzionale e la meccanica quantistica.

## Definizione
Sia {\displaystyle E} uno spazio vettoriale topologico e sia {\displaystyle A} un operatore lineare definito su un insieme {\displaystyle D(A)\subset E} ed a valori nel duale topologico continuo {\displaystyle E^{*}} di {\displaystyle E}.
L'operatore {\displaystyle A} è detto simmetrico se:
{\displaystyle \langle Ax,y\rangle =\langle x,Ay\rangle }
per ogni coppia di elementi {\displaystyle x}, {\displaystyle y} in {\displaystyle D(A)}. 
L'operatore {\displaystyle A} è detto hermitiano se è simmetrico e {\displaystyle D(A)} è denso in {\displaystyle E}.
Un operatore autoaggiunto è un operatore hermitiano tale che, detto {\displaystyle A^{*}} l'operatore aggiunto di {\displaystyle A}, si ha {\displaystyle A^{*}=A} ed in particolare {\displaystyle D(A)=D(A^{*})}. Si tratta di un operatore lineare chiuso.

## Caso finito-dimensionale
Sia {\displaystyle \,H} uno spazio di Hilbert ed {\displaystyle A} un operatore limitato definito su tale insieme. Dato {\displaystyle \mathbf {w} \in H}, si definisce il funzionale lineare:
{\displaystyle L_{\mathbf {w} }:H\to \mathbf {C} }
tale che:
{\displaystyle L_{\mathbf {w} }(\mathbf {v} )=\langle A\mathbf {v} ,\mathbf {w} \rangle ,}
per ogni {\displaystyle \mathbf {v} \in H.}
Per il teorema di rappresentazione di Riesz esiste un unico elemento {\displaystyle \mathbf {w} '} tale che:
{\displaystyle \langle A\mathbf {v} ,\mathbf {w} \rangle =\langle \mathbf {v} ,\mathbf {w} '\rangle }
e si definisce un unico l'operatore {\displaystyle A^{*}}, detto operatore aggiunto di {\displaystyle A}, tale che:
{\displaystyle \langle \mathbf {v} ,A^{*}\mathbf {w} \rangle =\langle \mathbf {v} ,\mathbf {w} '\rangle }
ossia:
{\displaystyle \langle A\mathbf {v} ,\mathbf {w} \rangle =\langle \mathbf {v} ,A^{*}\mathbf {w} \rangle }
Si definisce operatore autoaggiunto o hermitiano un operatore tale che {\displaystyle A=A^{*}}, ovvero:
{\displaystyle \langle A\mathbf {v} ,\mathbf {w} \rangle =\langle \mathbf {v} ,A\mathbf {w} \rangle }
Se si esprime un operatore autoaggiunto in termini della matrice che lo rappresenta, tale matrice è uguale alla sua trasposta complessa coniugata. Questo implica in particolare che gli autovalori di tali operatori sono reali.

## Operatori non limitati
Sia {\displaystyle H} uno spazio di Hilbert con prodotto hermitiano {\displaystyle \langle ,\rangle } e sia {\displaystyle A} un operatore lineare densamente definito su un dominio {\displaystyle D(A)} in {\displaystyle H}.
Nel caso di un operatore {\displaystyle A} non limitato è necessario tenere conto dei domini. Il dominio dell'operatore aggiunto {\displaystyle A^{*}} di {\displaystyle A} è:
{\displaystyle D(A^{*}):=\left\{\mathbf {v} \in H:\exists f\in H{\mbox{ : }}\langle A\mathbf {w} ,\mathbf {v} \rangle =\langle \mathbf {w} ,f\rangle \quad \forall \mathbf {w} \in D(A)\right\}.}
Per ogni elemento {\displaystyle \mathbf {v} \in D(A^{*})} si ponga:
{\displaystyle \,A^{*}\mathbf {v} =f}
Un operatore non limitato è quindi detto autoaggiunto se:
{\displaystyle D(A)=D(A^{*})\qquad A\mathbf {v} =A^{*}\mathbf {v} \quad \forall \mathbf {v} \in D(A).}
In modo equivalente, {\displaystyle A} è detto simmetrico se l'aggiunto {\displaystyle A^{*}} estende {\displaystyle A}, ovvero se:
{\displaystyle D(A)\subset D(A^{*})\qquad A\mathbf {v} =A^{*}\mathbf {v} \quad \forall \mathbf {v} \in D(A)}
e un operatore autoaggiunto è un operatore simmetrico tale che:
{\displaystyle D(A)=D(A^{*}).}
Un operatore simmetrico è sempre chiudibile in quanto {\displaystyle D(A^{*})} è denso in {\displaystyle H}.
In particolare:
- Se {\displaystyle A} è simmetrico, {\displaystyle A^{*}} estende {\displaystyle A^{**}} che a sua volta estende {\displaystyle A}.
- Se {\displaystyle A} è simmetrico e chiuso, {\displaystyle A^{*}} estende {\displaystyle A^{**}=A}.
- Se {\displaystyle A} è autoaggiunto {\displaystyle A^{*}=A^{**}=A}.

Da questo segue che se {\displaystyle A} è simmetrico e chiuso, esso è anche autoaggiunto se e solo se {\displaystyle A^{*}} è simmetrico.
Inoltre, un operatore simmetrico {\displaystyle A} è autoaggiunto se e solo se è chiuso e {\displaystyle \ker(A^{*}\pm i)=\{0\}}. In modo equivalente, l'operatore simmetrico {\displaystyle A} è autoaggiunto se e solo se l'immagine di {\displaystyle (A\pm i)} è l'intero spazio {\displaystyle H}.

### Autoaggiunzione essenziale
Un operatore simmetrico {\displaystyle A} si dice essenzialmente autoaggiunto se la sua chiusura {\displaystyle {\bar {A}}} è autoaggiunta. In particolare, l'estensione autoaggiunta {\displaystyle {\bar {A}}} di un operatore essenzialmente autoaggiunto {\displaystyle A} è unica, e si ha {\displaystyle {\bar {A}}=A^{**}}. Inoltre, un operatore {\displaystyle A} simmetrico è essenzialmente autoaggiunto se e solo se {\displaystyle \ker(A^{*}\pm i)=\{0\}}. In modo equivalente, {\displaystyle A} è essenzialmente autoaggiunto se e solo se il rango di {\displaystyle (A\pm i)} è denso in {\displaystyle H}.

### Limitatezza relativa
Un operatore {\displaystyle A} si dice limitato relativamente all'operatore {\displaystyle B}, o {\displaystyle B}-limitato, se:
{\displaystyle D(B)\subset D(A)\qquad \|Au\|\leq a_{1}\|u\|+a_{2}\|Bu\|\quad u\in D(B).}
Il più grande limite inferiore dell'insieme dei possibili valori che può assumere {\displaystyle a_{2}} è detto {\displaystyle B}-limite di {\displaystyle A}. Si dimostra che se {\displaystyle B} è autoaggiunto e {\displaystyle A} è simmetrico e {\displaystyle B}-limitato con {\displaystyle B}-limite minore di 1, allora l'operatore {\displaystyle A+B} è autoaggiunto. Inoltre, se {\displaystyle B} è essenzialmente autoaggiunto allora {\displaystyle A+B} è essenzialmente autoaggiunto e si ha:
{\displaystyle {\overline {A+B}}={\bar {A}}+{\bar {B}},}
dove {\displaystyle {\bar {A}}} indica la chiusura di {\displaystyle A}.

## Proprietà degli operatori autoaggiunti limitati
Siano {\displaystyle A,B} operatori autoaggiunti, e {\displaystyle \alpha ,\beta } numeri reali. Dalla linearità del prodotto scalare si ottiene
{\displaystyle \langle f,(\alpha A+\beta B)g\rangle =\langle f,\alpha Ag\rangle +\langle f,\beta Bg\rangle =\langle ({\alpha }A+{\beta }B)f,g\rangle }
e quindi lo spazio degli operatori autoaggiunti è uno spazio lineare sui reali.
Dalla relazione:
{\displaystyle \,(AB)^{*}=B^{*}A^{*}=BA}
si ottiene che {\displaystyle AB} è un operatore autoaggiunto se e solo se {\displaystyle \,A} e {\displaystyle \,B} commutano.
L'insieme degli autovalori di un operatore autoaggiunto giace sull'asse reale. Per vederlo, si consideri un autovettore {\displaystyle \,f} dell'operatore autoaggiunto {\displaystyle \,A} associato all'autovalore {\displaystyle \,\lambda }. Allora da:
{\displaystyle \lambda ^{*}\langle f,f\rangle =\langle Af,f\rangle =\langle f,Af\rangle =\lambda \langle f,f\rangle ,}
segue che {\displaystyle \lambda =\lambda ^{*}} o {\displaystyle \langle f,f\rangle =0}. Dato che la seconda possibilità è esclusa in quanto {\displaystyle \,f} è un autovettore, ne segue che {\displaystyle \lambda } è reale.

### Spettro
Se {\displaystyle A} è autoaggiunto su uno spazio di Hilbert, si ha:
- {\displaystyle A} non ha spettro residuo.
- Lo spettro {\displaystyle \sigma (A)} è un sottoinsieme di {\displaystyle \mathbb {R} },ovvero gli autovalori sono reali.
- Autovettori relativi ad autovalori distinti sono ortogonali.

Un operatore autoaggiunto {\displaystyle A} di una C*-algebra è detto positivo se il suo spettro {\displaystyle \sigma (A)} contiene soltanto numeri non negativi reali. Inoltre è positivo se e solo se esiste un elemento {\displaystyle B} dell'algebra tale che {\displaystyle A=B^{*}B}. Un operatore positivo in uno spazio di Hilbert (dunque sul campo complesso) è autoaggiunto, ed in particolare normale. Questo non vale su uno spazio vettoriale reale.

### Calcolo funzionale continuo
Si dimostra che se {\displaystyle A} è operatore autoaggiunto definito su {\displaystyle H}, allora esiste un'unica mappa {\displaystyle \phi } definita sullo spazio delle funzioni di Borel su {\displaystyle \mathbb {R} } ed a valori nello spazio degli operatori limitati su {\displaystyle H} che gode delle seguenti proprietà:
- {\displaystyle \phi } è un *-omomorfismo algebrico, ossia:

{\displaystyle \phi (fg)=\phi (f)\phi (g)\qquad \phi (\lambda f)=\lambda \phi (f)\qquad \phi (1)=I\qquad \phi ({\bar {f}})=\phi (f)^{*}}
- {\displaystyle \phi } è continua, ossia:

{\displaystyle \|\phi (f)\|\leq \|f\|_{\infty }}
- Se {\displaystyle f(x)=x} allora {\displaystyle \phi (f)=A}

- Se:

{\displaystyle f_{n}(x)\to f(x)\quad \forall x}
e la norma {\displaystyle \|f_{n}\|_{\infty }} è limitata, allora:
{\displaystyle \phi (f_{n})\to \phi (f)}
e la convergenza è forte.
Grazie alle proprietà mostrate attraverso il calcolo funzionale continuo è possibile associare ad un operatore autoaggiunto un'unica famiglia di proiezioni ortogonali, che costituiscono una misura a valori di proiettore. Tale famiglia di proiettori permette, grazie al teorema spettrale, di diagonalizzare un operatore autoaggiunto, come si mostra nel seguito.

## Teorema spettrale
Due operatori {\displaystyle A} e {\displaystyle B} definiti sugli insiemi {\displaystyle D_{A}} e {\displaystyle D_{B}} in uno spazio di Hilbert sono unitariamente equivalenti se, dato un operatore unitario {\displaystyle U}, si verifica:
{\displaystyle U(D_{A})=D_{B},\qquad UAU^{-1}(x)=B(x),\qquad \forall x\in D_{B}.}
Se {\displaystyle A} e {\displaystyle B} sono limitati la prima relazione non è necessaria. Se inoltre {\displaystyle A} è un operatore autoaggiunto, allora lo è anche {\displaystyle B}. 
Sia {\displaystyle (X,\Sigma ,\mu )} uno spazio di misura numerabilmente additivo e {\displaystyle f} una funzione misurabile a valori reali su {\displaystyle X}. Un operatore {\displaystyle T} della forma:
{\displaystyle [T\psi ](x)=f(x)\psi (x),}
il cui dominio è lo spazio delle funzioni {\displaystyle \psi } per le quali il membro di destra della precedente relazione è in {\displaystyle L^{2}} è un operatore di moltiplicazione.
Il teorema spettrale afferma che ogni operatore di moltiplicazione è un operatore autoaggiunto (densamente definito), e ogni operatore autoaggiunto è unitariamente equivalente a un operatore di moltiplicazione.
Nel caso finito dimensionale, sia {\displaystyle T} un endomorfismo su uno spazio vettoriale reale {\displaystyle V} di dimensione {\displaystyle n} sul quale è definito un prodotto scalare definito positivo. Allora {\displaystyle T} è autoaggiunto se e solo se esiste una base ortonormale di {\displaystyle V} fatta di autovettori per {\displaystyle T}. L'endomorfismo {\displaystyle T} è quindi diagonalizzabile. Una versione equivalente del teorema, enunciata con le matrici, afferma che ogni matrice simmetrica è simile a una matrice diagonale tramite una matrice ortogonale.
Come conseguenza del teorema, per ogni matrice simmetrica {\displaystyle S} esistono una matrice ortogonale {\displaystyle M} e una matrice diagonale {\displaystyle D} tali per cui:
{\displaystyle D=M^{-1}SM=M^{T}SM\ }
In particolare, gli autovalori di una matrice simmetrica sono tutti reali.

### Caso infinito-dimensionale
Il caso infinito-dimensionale costituisce una generalizzazione del caso precedente. Nel caso di operatori limitati, il teorema spettrale afferma che un operatore limitato e autoaggiunto {\displaystyle A} definito su uno spazio di Hilbert {\displaystyle H} è un operatore di moltiplicazione. 
In modo equivalente, esiste una famiglia di misure {\displaystyle \{\mu _{n}\}} sullo spettro {\displaystyle \sigma (A)} di {\displaystyle A} ed esiste un operatore unitario:
{\displaystyle U\colon H\to \bigoplus _{n=1}^{N}L^{2}(\mathbb {R} ,d\mu _{n})}
tali che:
{\displaystyle (UAU^{-1}\psi )_{n}(\lambda )=\lambda \psi _{n}(\lambda ),}
con:
{\displaystyle \psi =\{\psi _{n}(\lambda )\}\in \bigoplus _{n=1}^{N}L^{2}(\mathbb {R} ,d\mu _{n}).}
Una tale scrittura di {\displaystyle A} è detta rappresentazione spettrale dell'operatore.
Come corollario, segue che esiste una misura {\displaystyle \mu } su uno spazio di misura {\displaystyle M} ed esiste un operatore unitario:
{\displaystyle U\colon H\to L^{2}(M,d\mu )}
tali che:
{\displaystyle (UAU^{-1}f)(x)=F(x)f(x),}
per una qualche funzione misurabile limitata e a valori reali {\displaystyle F} su {\displaystyle M}.
Nel caso in cui {\displaystyle A} è un operatore non limitato e autoaggiunto su uno spazio di Hilbert separabile {\displaystyle H} con dominio {\displaystyle D_{A}}, il teorema afferma che esistono uno spazio di misura {\displaystyle (M,\mu )}, dove {\displaystyle \mu } è una misura finita, un operatore unitario:
{\displaystyle U\colon H\to L^{2}(M,d\mu )}
e una funzione {\displaystyle f\colon M\to \mathbb {R} } misurabile quasi ovunque tali che:
- {\displaystyle \psi \in D_{A}} se e solo se {\displaystyle f\cdot U(\psi )\in L^{2}(M,d\mu ),} dove {\displaystyle \cdot } è il prodotto tra funzioni indotto dal codominio {\displaystyle \mathbb {R} }.
- Se {\displaystyle \phi \in U(D_{A}),} allora {\displaystyle (UAU^{-1}\phi )(x)=f(x)\phi (x).}

Molti operatori lineari importanti che si incontrano in analisi, come gli operatori differenziali, non sono limitati. In particolare, ogni operatore differenziale a coefficienti costanti è unitariamente equivalente a un operatore di moltiplicazione, e l'operatore unitario che implementa questa equivalenza è la trasformata di Fourier.

## Criterio di autoaggiuntezza
Il problema di determinare se un operatore è autoaggiunto non è di facile risoluzione, di seguito si riporta un teorema che caratterizza gli operatori autoaggiunti.

### Enunciato
Sia {\displaystyle A\colon D_{A}\to \mathbb {R} } un operatore lineare simmetrico definito su {\displaystyle D_{A}} sottoinsieme denso dello spazio di Hilbert {\displaystyle H}. Allora le seguenti affermazioni sono equivalenti:
- {\displaystyle A} è autoaggiunto;
- {\displaystyle A} è chiuso e {\displaystyle \ker(A^{*}\pm iI)=0;}
- {\displaystyle \mathrm {Im} (A\pm iI)=H;} [17]
- esiste un numero complesso {\displaystyle z\in \mathbb {C} }, con parte immaginaria non nulla, tale che {\displaystyle \mathrm {Im} (A-{\bar {z}}I)=\mathrm {Im} (A-zI)=H.}

Oltre a questo teorema, per dimostrare che un operatore è autoaggiunto, si può ricorrere al teorema di Kato-Rellich.

## Decomposizione spettrale
Come conseguenza del teorema spettrale, sia nel caso reale che nel caso complesso, il teorema di decomposizione spettrale afferma che gli autospazi di {\displaystyle T} sono ortogonali e in somma diretta:
{\displaystyle V=V_{\lambda _{1}}\oplus \ldots \oplus V_{\lambda _{k}}.}
Equivalentemente, se {\displaystyle P_{\lambda }} è la proiezione ortogonale su {\displaystyle V_{\lambda }}, si ha:
{\displaystyle A=\lambda _{1}P_{\lambda _{1}}+\cdots +\lambda _{k}P_{\lambda _{k}},\qquad P_{\lambda }P_{\mu }=0,\quad \lambda \neq \mu .}
La decomposizione spettrale è un caso particolare della decomposizione di Schur. È anche un caso particolare della decomposizione ai valori singolari.

### Caso infinito-dimensionale
Sia {\displaystyle A} un operatore autoaggiunto limitato. Si può definire una misura a valori di proiettore limitata:
{\displaystyle P^{A}(\Omega )=\chi _{\Omega }(A)}
definita sullo spettro {\displaystyle \sigma (A)} di {\displaystyle A}, in cui {\displaystyle \chi _{\Omega }} è la funzione indicatrice. Tale misura può essere associata ad {\displaystyle A} nel seguente modo:
{\displaystyle (\phi ,f(A)\psi ):=\int _{\sigma (A)}f(\lambda )d(\phi ,P^{A}(\lambda )\psi )\quad \forall \phi ,\psi \in H,}
per ogni funzione misurabile limitata {\displaystyle f}, e in tal caso si ha:
{\displaystyle A=\int _{\sigma (A)}\lambda dP^{A}(\lambda ),\qquad f(A)=\int _{\sigma (A)}f(\lambda )dP^{A}(\lambda ).}
La formula a sinistra è detta diagonalizzazione di {\displaystyle A}.
Se da un lato è possibile definire univocamente un operatore autoaggiunto (o, più in generale, un operatore normale) {\displaystyle A} a partire da una misura a valori di proiettore, dall'altro se è possibile diagonalizzare {\displaystyle A} tramite una misura a valori di proiettore limitata {\displaystyle P^{A}} allora {\displaystyle P^{A}} è la misura a valori di proiettore associata univocamente ad {\displaystyle A}. Ogni operatore limitato autoaggiunto {\displaystyle A} può dunque essere messo in corrispondenza biunivoca con una misura a valori di proiettore limitata {\displaystyle P^{A}}.

### Operatori non limitati
Si consideri un operatore autoaggiunto {\displaystyle A} non limitato. Attraverso la trasformata di Cayley {\displaystyle U(A)} associata ad {\displaystyle A}:
{\displaystyle U(A)=(A-\mathbf {i} I)(A+\mathbf {i} I)^{-1},\qquad A=\mathbf {i} (I+U(A))(I-U(A))^{-1},}
è possibile definire, a partire da {\displaystyle A}, una misura a valori di proiettore {\displaystyle P^{U(A)}} nel modo seguente:
{\displaystyle P^{A}(\Omega ):=P^{U(A)}(U(\Omega )),\qquad \Omega \subset \sigma (A).}
L'insieme {\displaystyle \Omega } è un boreliano contenuto nello spettro (reale) {\displaystyle \sigma (A)} di {\displaystyle A}, e {\displaystyle U(\Omega )} è il risultato ottenuto applicando la trasformata di Cayley su {\displaystyle \mathbb {C} }.
Si dimostra che se la funzione identità, definita su {\displaystyle \sigma (A)}, è di classe {\displaystyle L^{2}} rispetto alla misura {\displaystyle (x,P^{A}(\Omega )x)}, allora {\displaystyle P^{U(A)}} definisce una misura a valori di proiettore su {\displaystyle \sigma (A)}.
In particolare, è possibile scrivere:
{\displaystyle A=\int _{\sigma (A)}\lambda dP^{A}(\lambda ).}
Anche nel caso di {\displaystyle A} non limitato la corrispondenza tra {\displaystyle A} e una misura a valori di proiettore è biunivoca.